# Cuise-la-Motte
Cuise-la-Motte est une commune française située dans le département de l'Oise,

## Géographie

### Description

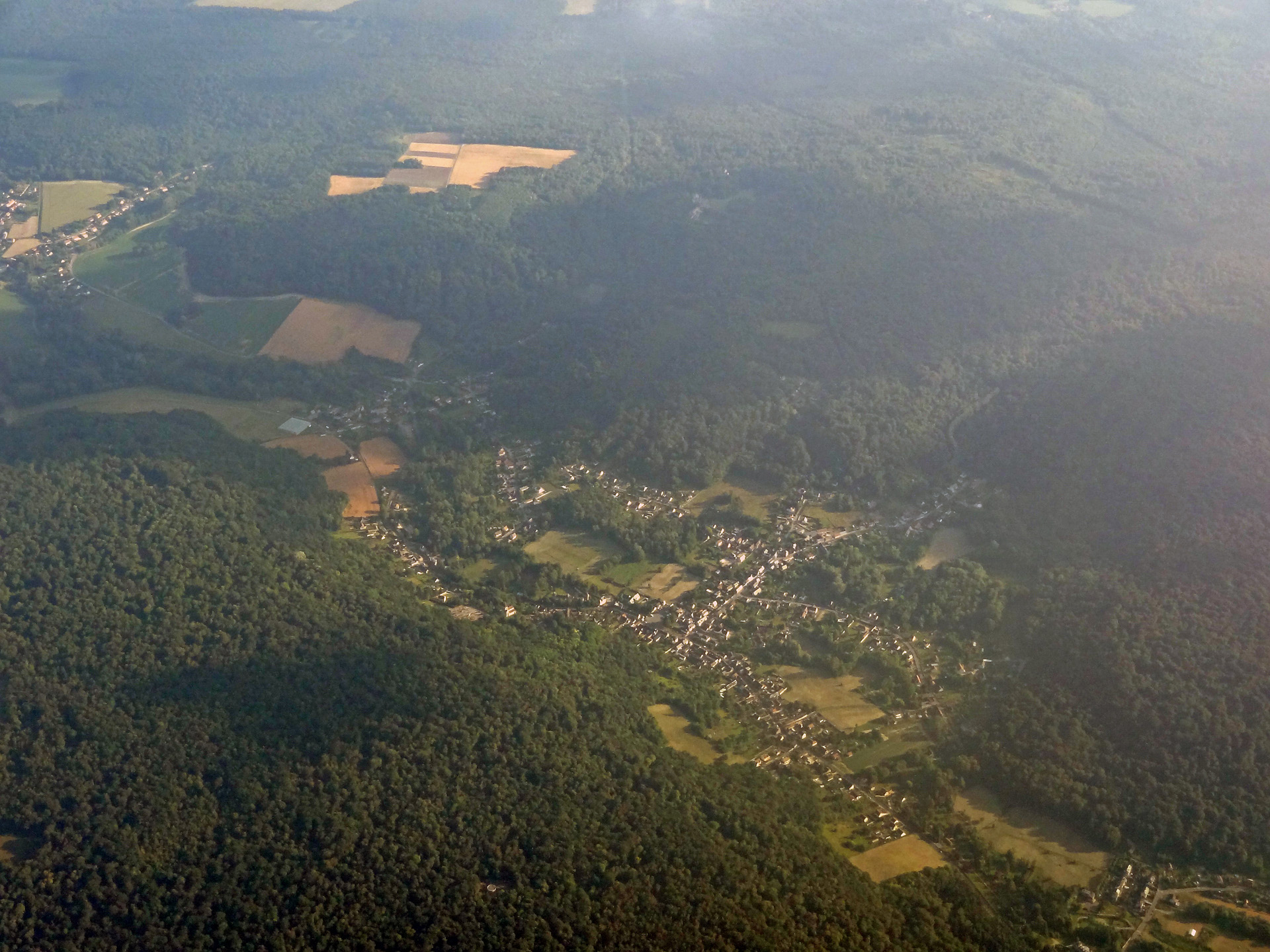
Photographie aérienne de Cuise-la-Motte en 2014.

Cuise-la-Motte se trouve dans la région naturelle du Soissonnais, dans la vallée du Vandy et historiquement dans l'ancien duché de Valois.
Par la route, le village se trouve à une vingtaine de kilomètres à l'est de Compiègne. Soissons se trouve à une trentaine de kilomètres à l'est.

### Communes limitrophes
| Trosly-Breuil | Berneuil-sur-Aisne    | Couloisy |
| Vieux-Moulin  | Cuise-la-Motte        | Croutoy  |
| Pierrefonds   | Saint-Étienne-Roilaye |          |

### Hydrographie
La commune est située dans le bassin Seine-Normandie. Elle est drainée par l'Aisne, le ru de Vandy et le fossé du Mesnil,,.
L'Aisne est un  cours d'eau naturel navigable de 256 km de longueur, traversant les cinq départements Meuse, Marne, Ardennes, Aisne, Oise. Elle est un affluent en rive gauche de l'Oise, ce qui fait d'elle un sous-affluent de la Seine. 
Le Ru de Vandy, d'une longueur de 16 km, prend sa source dans la commune de Vivières et se jette  dans l'Aisne sur la commune, après avoir traversé sept communes. 

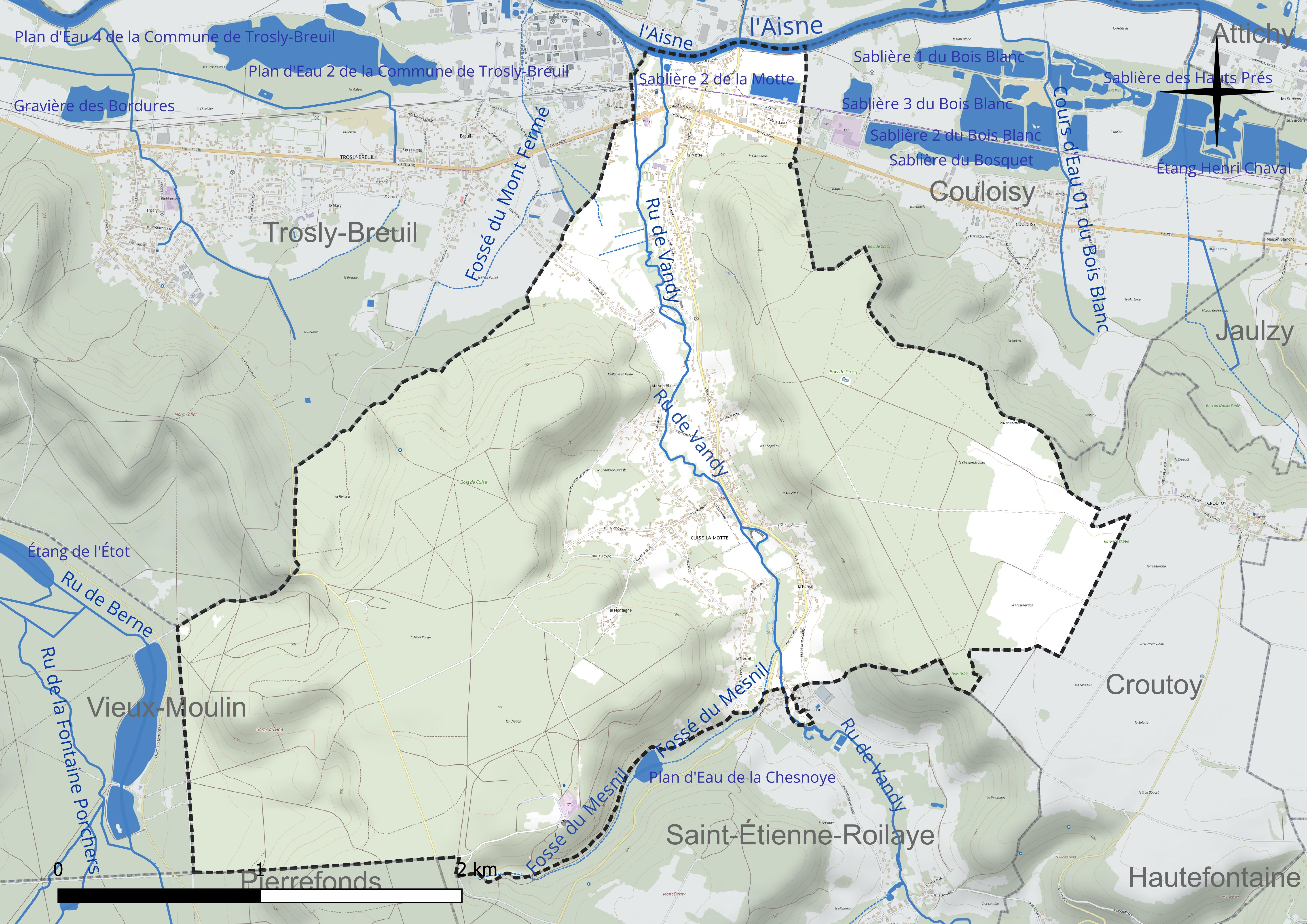
Réseau hydrographique de Cuise-la-Motte.

Un plan d'eau complète le réseau hydrographique : la sablière 2 de la Motte (2,2 ha),.

### Climat
Pour des articles plus généraux, voir Climat des Hauts-de-France et Climat de l'Oise.
En 2010, le climat de la commune est de type climat océanique dégradé des plaines du Centre et du Nord, selon une étude du CNRS s'appuyant sur une série de données couvrant la période 1971-2000. En 2020, Météo-France publie une typologie des climats de la France métropolitaine dans laquelle la commune est dans une zone de transition entre le climat océanique et le climat océanique altéré et est dans la région climatique  Nord-est du bassin Parisien, caractérisée par un ensoleillement médiocre, une pluviométrie moyenne régulièrement répartie au cours de l'année et un hiver froid (3 °C). 
Pour la période 1971-2000, la température annuelle moyenne est de 10,8 °C, avec une amplitude thermique annuelle de 15,1 °C. Le cumul annuel moyen de précipitations est de 743 mm, avec 12,6 jours de précipitations en janvier et 8,8 jours en juillet. Pour la période 1991-2020, la température moyenne annuelle observée sur la station météorologique la plus proche, située sur la commune de Margny-lès-Compiègne à 14 km à vol d'oiseau, est de 11,2 °C et le cumul annuel moyen de précipitations est de 633,5 mm,. Pour l'avenir, les paramètres climatiques de la commune estimés pour 2050 selon différents scénarios d'émission de gaz à effet de serre sont consultables sur un site dédié publié par Météo-France en novembre 2022.

## Urbanisme

### Typologie
Au 1er janvier 2024, Cuise-la-Motte est catégorisée bourg rural, selon la nouvelle grille communale de densité à sept niveaux définie par l'Insee en 2022.
Elle appartient à l'unité urbaine de Trosly-Breuil, une agglomération intra-départementale regroupant quatre  communes, dont elle est ville-centre,,. Par ailleurs la commune fait partie de l'aire d'attraction de Compiègne, dont elle est une commune de la couronne,. Cette aire, qui regroupe 101 communes, est catégorisée dans les aires de 50 000 à moins de 200 000 habitants,.

### Occupation des sols
L'occupation des sols de la commune, telle qu'elle ressort de la base de données européenne d'occupation biophysique des sols Corine Land Cover (CLC), est marquée par l'importance des forêts et milieux semi-naturels (74,1 % en 2018), une proportion identique à celle de 1990 (74,1 %). La répartition détaillée en 2018 est la suivante : 
forêts (74,1 %), zones urbanisées (12,3 %), terres arables (6,1 %), prairies (4,6 %), zones agricoles hétérogènes (2,5 %), zones industrielles ou commerciales et réseaux de communication (0,5 %). L'évolution de l'occupation des sols de la commune et de ses infrastructures peut être observée sur les différentes représentations cartographiques du territoire : la carte de Cassini (XVIIIe siècle), la carte d'état-major (1820-1866) et les cartes ou photos aériennes de l'IGN pour la période actuelle (1950 à aujourd'hui).

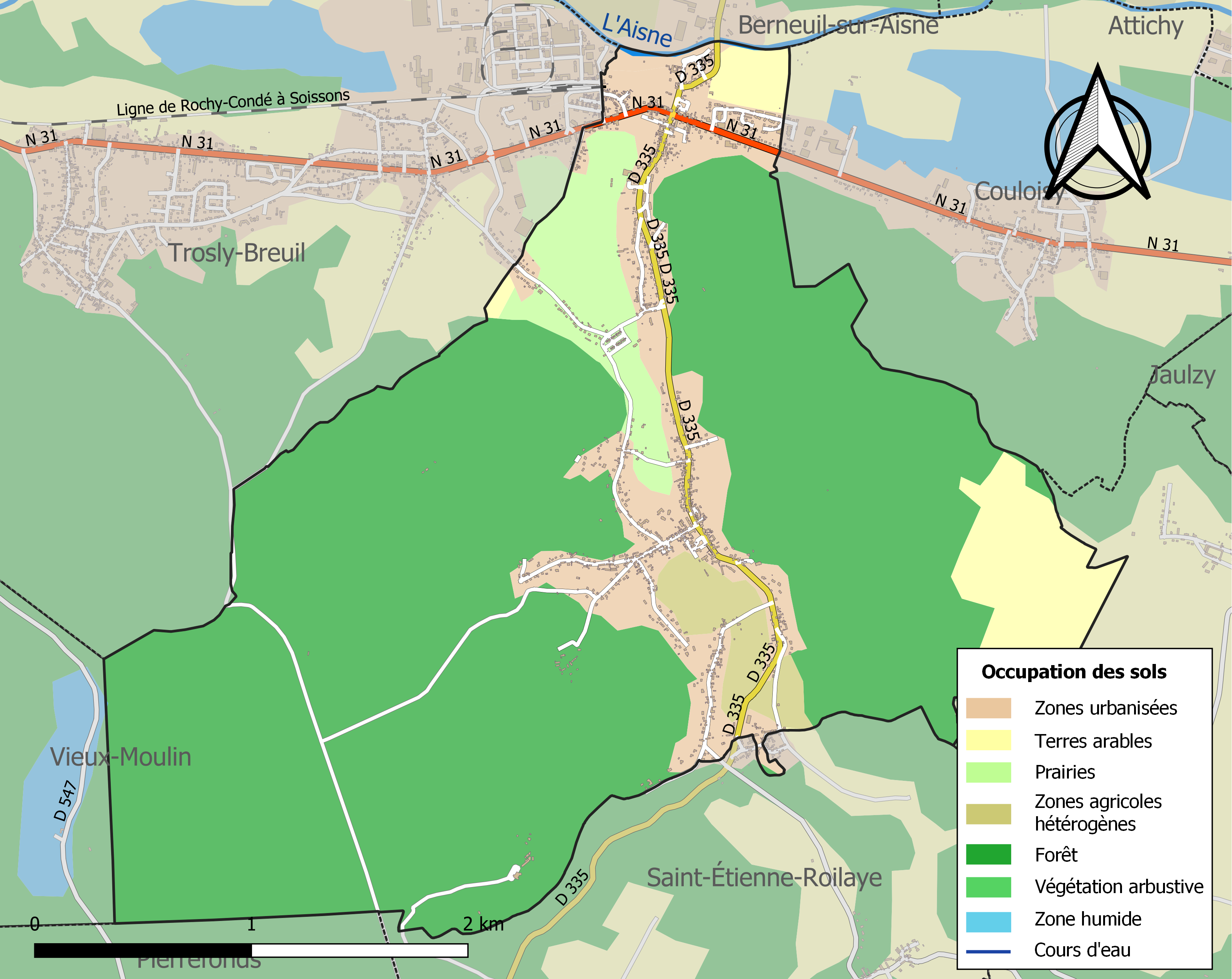
Carte des infrastructures et de l'occupation des sols de la commune en 2018 (CLC).

### Habitat et logement
En 2018, le nombre total de logements dans la commune était de 960, alors qu'il était de 944 en 2013 et de 921 en 2008.
Parmi ces logements, 90,4 % étaient des résidences principales, 3,1 % des résidences secondaires et 6,5 % des logements vacants. Ces logements étaient pour 81,4 % d'entre eux des maisons individuelles et pour 18,5 % des appartements.
Le tableau ci-dessous présente la typologie des logements à Cuise-la-Motte en 2018 en comparaison avec celle de l'Oise et de la France entière. Une caractéristique marquante du parc de logements est ainsi une proportion de résidences secondaires et logements occasionnels (3,1 %) supérieure à celle du département (2,5 %) et à celle de la France entière (9,7 %). Concernant le statut d'occupation de ces logements, 68,2 % des habitants de la commune sont propriétaires de leur logement (68,6 % en 2013), contre 61,4 % pour l'Oise et 57,5 pour la France entière.
| Typologie                                               | Cuise-la-Motte | Oise | France entière |
| ------------------------------------------------------- | -------------- | ---- | -------------- |
| Résidences principales (en %)                           | 90,4           | 90,4 | 82,1           |
| Résidences secondaires et logements occasionnels (en %) | 3,1            | 2,5  | 9,7            |
| Logements vacants (en %)                                | 6,5            | 7,1  | 8,2            |

### Voies de communication et transports
La commune est desservie, en 2023, par les lignes 650, 651, 656, 6302, 6319, 6325 et 6334 du réseau interurbain de l'Oise.

## Toponymie
Le nom de la localité est attesté sous les formes Cotia (VIIIe) ; Cusia (vers 1150) ; Cuisia (1191) ; Johannes de Cuisia (1223) ; Cota (1250) ; Cotta (1250) ; Johannes de cuise (1261) ; Cuyse (1302) ; de maioria Cuisie (1332) ; Quise (vers 1350) ; Cuisse (vers 1350) ; Cuise (1564) ; Cuise-Lamotte (1840) ; Cuise-la-Motte (1949).

Le nom de Cuise a pour son origine la Forêt de Compiègne proprement dite, autrefois appelée « forêt de Cuise » qui s'étendait plus à l'est, l'actuel bois de Cuise en faisait partie.
La-Motte est un ancien hameau qui dépendait de la paroisse de Cuise.
La commune de Cuise-la-Motte a donné son  nom à une période archéologique de l'Éocène inférieur nommée le Cuisien,. 
Dans Recherches sur quelques monuments du pays des Sylvanectes de Peigné-Delacour, on lit : « Je connais parfaitement l'origine du nom de la prétendue ville de Gaules, près de Pierrefond ; ce fut M. Leféron d'Éterpigny, juge de paix, habitant Cuise-la-Motte, qui, sans attacher l'importance qu'on pouvait donner à ce nom, l'appela ainsi, après qu'il y eut trouvé de nombreuses traces de plusieurs des habitations gallo-romaines que j'ai visitées avec lui il y a plus de quinze ans. Il ne se doutait certainement pas qu'un jour on donnerait aux fondations de ces maisons assez chétives, du reste, le nom de travail gaulois. ».

## Histoire
Des lettres de 1180, de Guillaume aux Blanches Mains, archevêque de Reims, adjugent la possession de Cuise à l'abbaye Saint-Corneille de Compiègne.

## Politique et administration
| Période                                  | Période                       | Identité         | Étiquette | Qualité                                        |
| ---------------------------------------- | ----------------------------- | ---------------- | --------- | ---------------------------------------------- |
| Les données manquantes sont à compléter. |                               |                  |           |                                                |
| mars 2001                                | mars 2014                     | Sylvain Liotard  | DVD       |                                                |
| mars 2014                                | En cours (au 2 décembre 2021) | Renaud Bourgeois | SE        | Agent technique Réélu pour le mandat 2020-2026 |

## Équipements et services publics
Afin de maintenir et développer les services à la population, la municipalité a utilisé l'espace de l'ancienne école communale fermée depuis 2014 pour y construire en 2019 une médiathèque et  une maison de santé, permettant l'accueil des patients dans des locaux adaptés et attractifs pour les cinq médecins, un orthophoniste et une sage-femme qui y travaillent,..

### Enseignement
La commune dispose de l'école du Vandy, qui compte trois classes maternelles et cinq classes élémentaires et est dotée d'une cantine et de locaux périscolaires. Les enfants poursuivent leur scolarité au collège de Couloisy.
La Maison française est un collège et lycée privé catholique sous contrat avec internat administré par la Congrégation des sœurs de la Sainte-Croix de Jérusalem et  implanté dans le château de la Chesnoye, Il a été créé en 1948 par le père Jacques Sevin,.

## Population et société

### Démographie

#### Évolution démographique
L'évolution du nombre d'habitants est connue à travers les recensements de la population effectués dans la commune depuis 1793. Pour les communes de moins de 10 000 habitants, une enquête de recensement portant sur toute la population est réalisée tous les cinq ans, les populations de référence des années intermédiaires étant quant à elles estimées par interpolation ou extrapolation. Pour la commune, le premier recensement exhaustif entrant dans le cadre du nouveau dispositif a été réalisé en 2007.

En 2022, la commune comptait 2 101 habitants, en évolution de −3,14 % par rapport à 2016 (Oise : +0,87 %, France hors Mayotte : +2,11 %).
| 1793 | 1800 | 1806 | 1821 | 1831  | 1836  | 1841  | 1846  | 1851 |
| ---- | ---- | ---- | ---- | ----- | ----- | ----- | ----- | ---- |
| 706  | 884  | 935  | 959  | 1 052 | 1 053 | 1 010 | 1 002 | 972  |

| 1856 | 1861 | 1866 | 1872 | 1876 | 1881 | 1886 | 1891  | 1896 |
| ---- | ---- | ---- | ---- | ---- | ---- | ---- | ----- | ---- |
| 963  | 980  | 962  | 941  | 887  | 926  | 977  | 1 097 | 986  |

| 1901  | 1906  | 1911  | 1921  | 1926  | 1931  | 1936  | 1946  | 1954  |
| ----- | ----- | ----- | ----- | ----- | ----- | ----- | ----- | ----- |
| 1 186 | 1 174 | 1 259 | 1 269 | 1 282 | 1 353 | 1 351 | 1 234 | 1 384 |

| 1962  | 1968  | 1975  | 1982  | 1990  | 1999  | 2006  | 2007  | 2012  |
| ----- | ----- | ----- | ----- | ----- | ----- | ----- | ----- | ----- |
| 1 356 | 1 501 | 1 905 | 2 091 | 2 381 | 2 241 | 2 217 | 2 210 | 2 148 |

| 2017  | 2022  | - | - | - | - | - | - | - |
| ----- | ----- | - | - | - | - | - | - | - |
| 2 192 | 2 101 | - | - | - | - | - | - | - |

#### Pyramide des âges
La population de la commune est relativement jeune.
En 2018, le taux de personnes d'un âge inférieur à 30 ans s'élève à 36,0 %, soit en dessous de la moyenne départementale (37,3 %). À l'inverse, le taux de personnes d'âge supérieur à 60 ans est de 23,3 % la même année, alors qu'il est de 22,8 % au niveau départemental.
En 2018, la commune comptait 1 046 hommes pour 1 150 femmes, soit un taux de 52,37 % de femmes, légèrement supérieur au taux départemental (51,11 %).
Les pyramides des âges de la commune et du département s'établissent comme suit.
| Hommes | Classe d’âge | Femmes |
| ------ | ------------ | ------ |
| 0,2    | 90 ou +      | 0,7    |
| 6,0    | 75-89 ans    | 6,9    |
| 16,9   | 60-74 ans    | 16,0   |
| 22,1   | 45-59 ans    | 20,2   |
| 19,8   | 30-44 ans    | 19,2   |
| 16,7   | 15-29 ans    | 17,8   |
| 18,2   | 0-14 ans     | 19,1   |

| Hommes | Classe d’âge | Femmes |
| ------ | ------------ | ------ |
| 0,5    | 90 ou +      | 1,4    |
| 5,5    | 75-89 ans    | 7,6    |
| 15,6   | 60-74 ans    | 16,3   |
| 20,8   | 45-59 ans    | 20     |
| 19,4   | 30-44 ans    | 19,4   |
| 17,6   | 15-29 ans    | 16,2   |
| 20,6   | 0-14 ans     | 19,1   |

## Culture locale et patrimoine
- Le château de Cuise inscrit partiellement monument historique[38]
- L'église Saint-Martin classée monument historique[39]
- Le château Valette
- Le château de la Chesnoye abritant le collège et lycée privé catholique sous contrat La Maison française. Créé en 1947 par le père Sevin, il a été repris par des religieuses de Sainte-Croix de Jérusalem et féminisé[40].
- Monument commémoratif français de la Première Guerre Mondiale classé monument historique[41]
- Le site géologique de Cuise-la-Motte, rue des Boulands, avec ses quatre coupes géologiques près près de la sablière du village et son parcours pédagogique[42],[43].

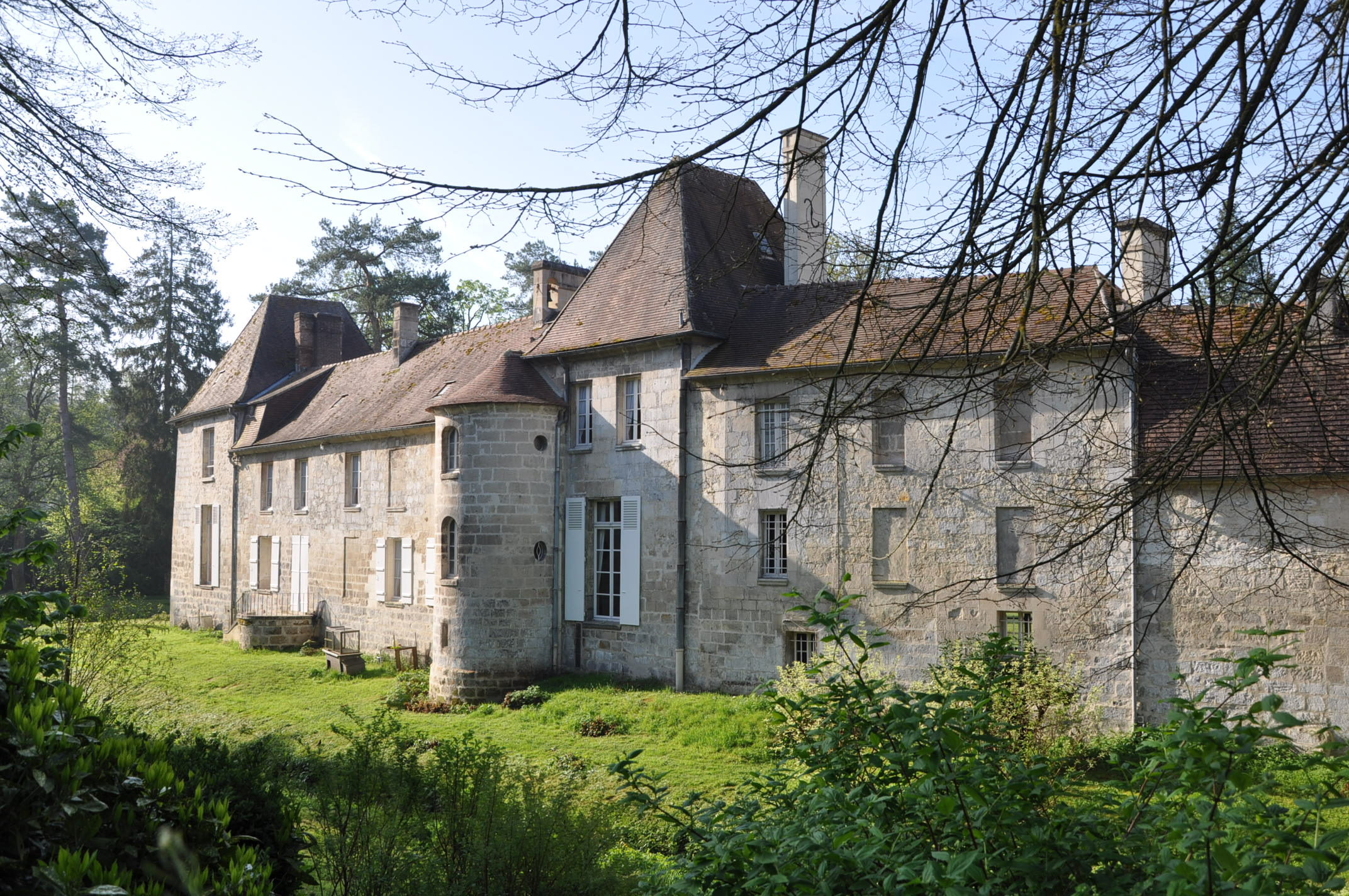
Château de Cuise.
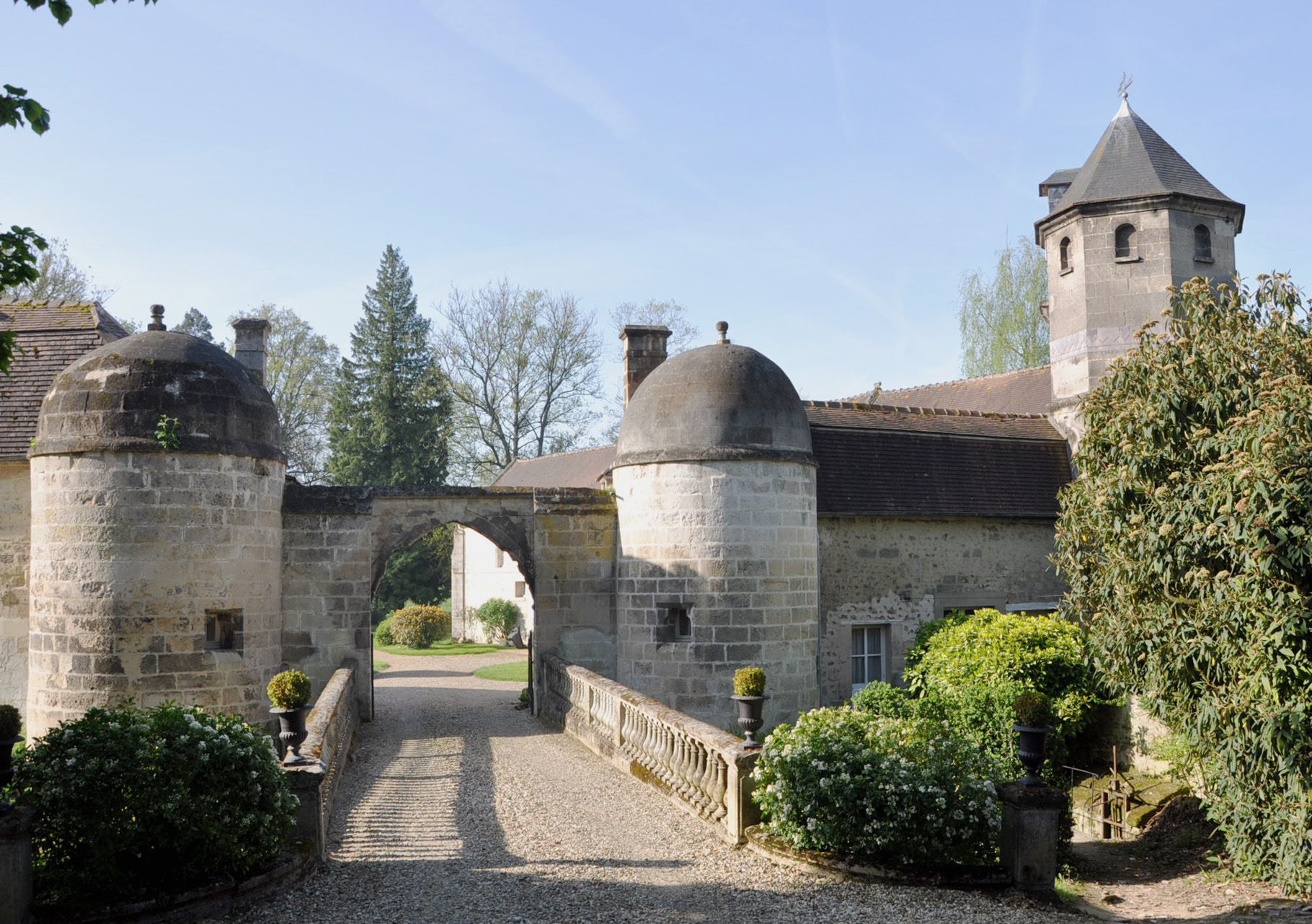
L'entrée du château de Cuise.
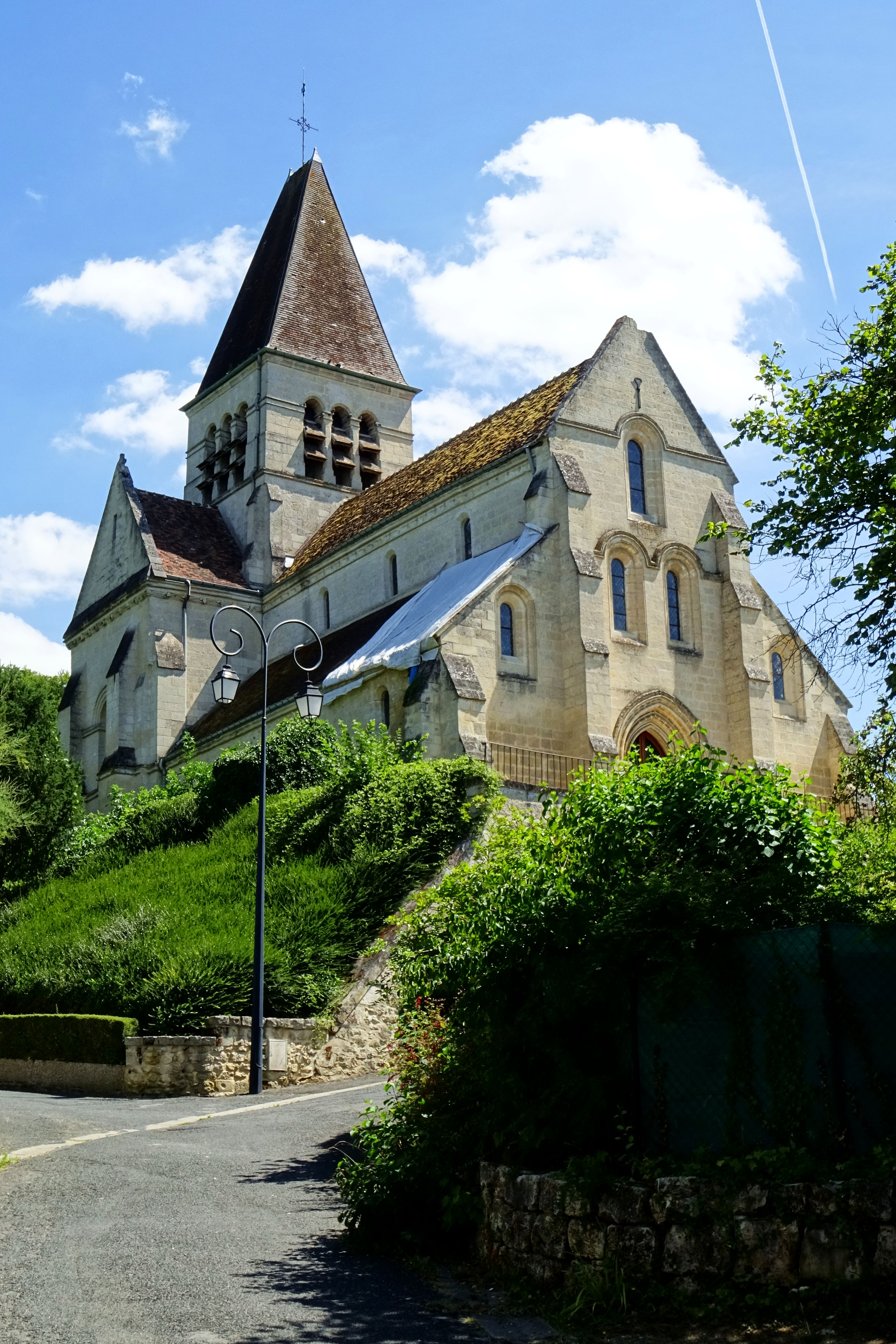
L'église.
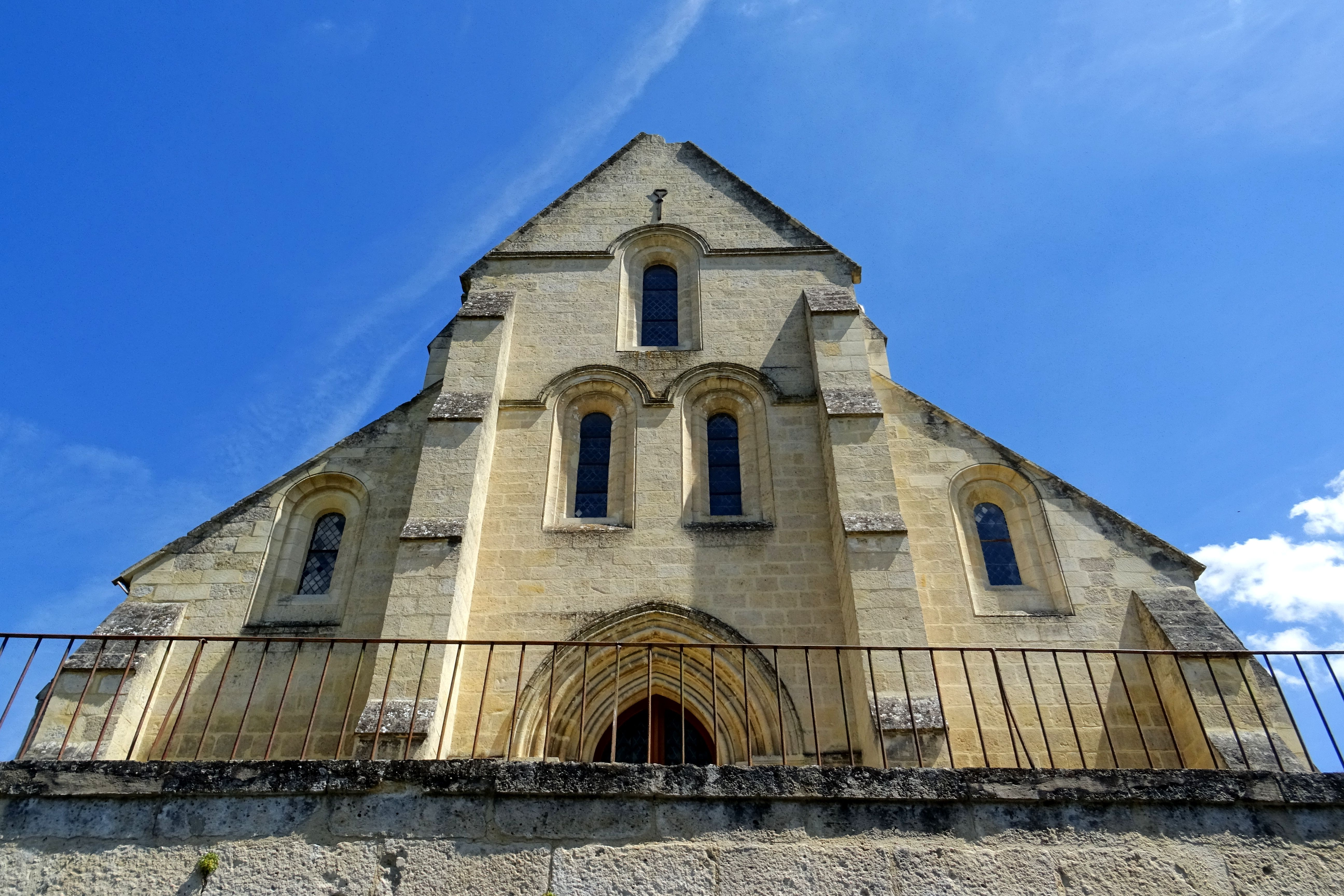
Façade de l'église.
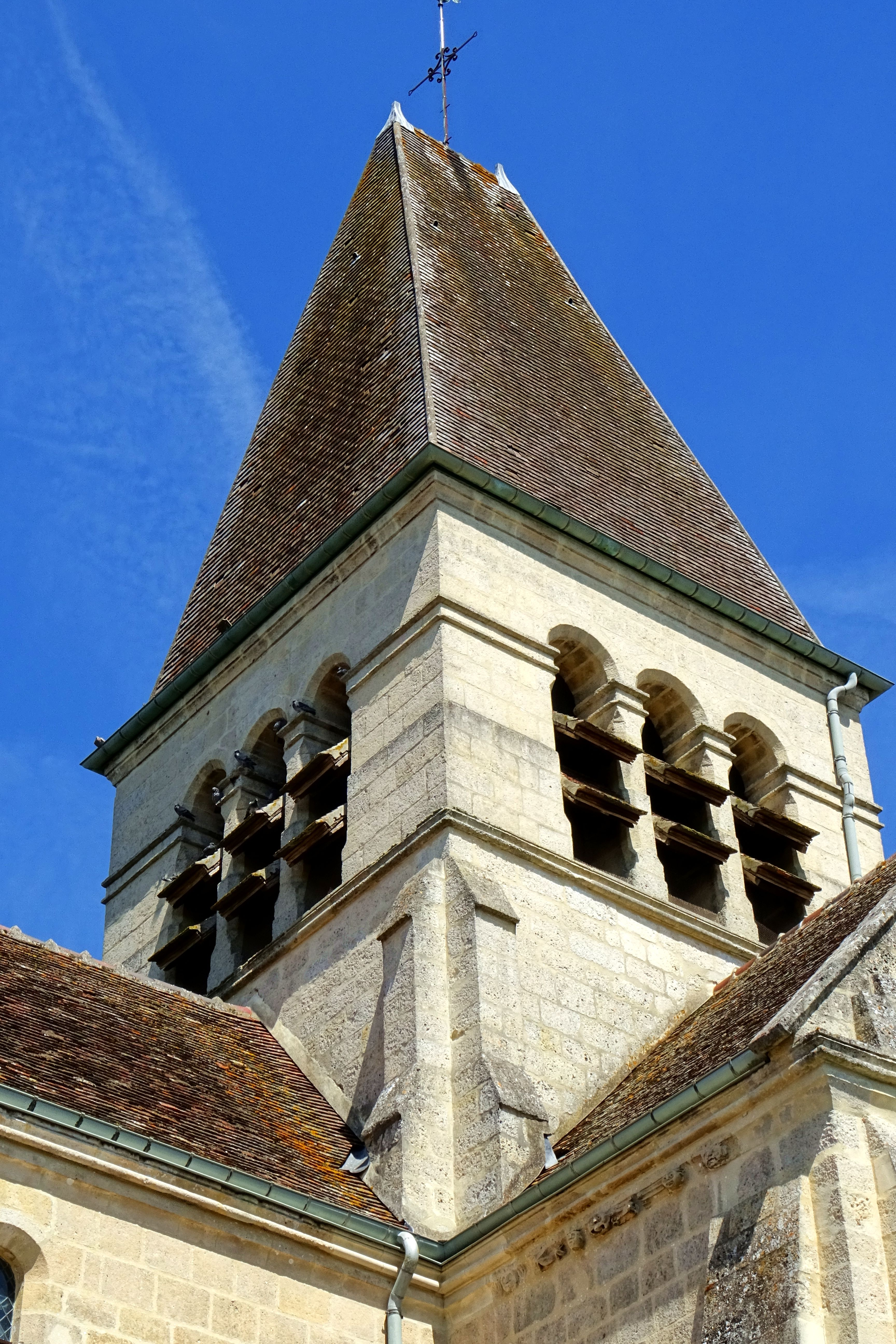
Clocher de l'église.

### Héraldique
| Blason de Cuise-la-Motte | Blason  | D'argent à la croix engrêlée de gueules chargée de cinq coquilles d'or. |
| Blason de Cuise-la-Motte | Détails | Le statut officiel du blason reste à déterminer.                        |